# Monique Currie
Monique Currie (* 25. Februar 1983 in Washington, D.C., Vereinigte Staaten) ist eine professionelle Basketball-Spielerin. 2016 spielte sie für die San Antonio Stars in der Women’s National Basketball Association.

## Karriere

### College
Monique Currie spielte bis 2006 für die Duke Blue Devils, das Damen-Basketballteam der Duke University.

### WNBA
Monique Currie wurde im WNBA Draft 2006 von den Charlotte Sting an der dritten Stelle ausgewählt. In der Saison 2006 stand sie fast immer in der Startformation der Sting. Currie beendete ihre erste WNBA Saison einen Schnitt von 10 Punkten in 25 Minuten pro Spiel. Nachdem die Sting sich nach dieser Saison auflösten, wurde Currie im Dispersal Draft von den Chicago Sky an der ersten Stelle ausgewählt. Nachdem Currie zwei Spiele für die Sky in der Saison absolviert hatte, wurde sie zu den Washington Mystics für Chasty Melvin transferiert. Für das Team aus Washington spielte sie dann für acht Saisons. Currie war dabei eine stütze des Teams und stand regelmäßig in der Startformation des Mystics, der mannschaftliche Erfolg blieb dabei aber aus. Die Mystics erreichten in den acht Saisons nur viermal die Playoffs und scheiterten dann jeweils in der ersten Runde. In der Saison 2015 spielte sie für das Team der Phoenix Mercury. Dort stand sie in allen 34 Saisonspielen in der Startformation und erreichte mit dem Team die Playoffs, die mit einer Niederlage in der zweiten Runde gegen den späteren WNBA-Meister der Minnesota Lynx endeten. 2016 war sie für die Mannschaft der San Antonio Stars aktiv. Auch hier stand sie in allen 34 Saisonspielen in der Startformation, aber verpasste mit dem Team die Playoffs deutlich.

### Europa
Während der Saisonpause in der WNBA spielte Douglas regelmäßig für Vereine in Europa. Zuletzt spielte sie 2013 für das spanische Team Perfumerias Avenida.

### Nationalmannschaft
Zu Beginn ihrer Karriere gewann sie mit dem US-Team den Titel bei der Juniorenweltmeisterschaft 2001.